# گلندا آدامز
گلندا آدامز (انگلیسی: Glenda Adams; ۳۰ دسامبر ۱۹۳۹ – ۱۱ ژوئیهٔ ۲۰۰۷) رمان‌نویس، استاد دانشگاه، و نویسنده اهل استرالیا بود.
وی همچنین برندهٔ جوایزی همچون جایزه مایلز فرانکلین شده‌است.